# Mount Olds
Der Mount Olds ist ein 2542 m hoher Berg mit einer Schartenhöhe von 120 m im Südwesten der kanadischen Provinz British Columbia, im Squamish-Lillooet Regional District.

## Geographie
Der Mount Olds liegt in der Cayoosh Range der Lillooet Ranges. Er liegt 17 km nordöstlich von Pemberton, 2 km südsüdöstlich des Mount Gardiner und 1 km östlich des Mount Oleg (2587 m), des nächsthöheren Berges. Die Abflüsse der Niederschläge vom Berg fließen in Zuflüsse des Fraser River.

## Geschichte
Der Name des Berges wurde am 21. Juni 1976 vom Geographical Names Board of Canada offiziell anerkannt.

## Klima
In Bezug auf die Klimaklassifikation nach Köppen und Geiger herrscht am Mounts Olds ein subarktisches Klima. Die meisten Wetterfronten stammen vom Pazifik und bewegen sich ostwärts auf die Coast Mountains zu, wo sie durch die Berge zum  Aufsteigen (Windstau) gezwungen werden, was wiederum dazu führt, dass die enthaltene Feuchtigkeit in Form von Regen oder Schnee abgegeben wird. Im Ergebnis führt das zu hohen Niederschlägen in den Coast Mountains, insbesondere zu starken Schneefällen im Winter. Die Temperaturen können unter −20 °C fallen, unter Berücksichtigung von Windchill-Einfluss unter −30 °C. Die Monate Juli bis September bieten die besten Wetterbedingungen für einen Aufstieg.